# Норонья, Гарсия де
Дон Гарси́я де Норо́нья (порт. Garcia de Noronha); 1479—3 апреля 1540, Кочин) — португальский военачальник, представитель знатного и высокопоставленного рода Норонья, 3-й вице-король и 10-й губернатор Португальской Индии (1571—1573).

## Краткая биография
Более точно и корректно имя порт. Garcia передаёт О. А. Овчаренко — Гарсиа, но в статье используется традиционный и устоявшийся вариант Гарсия.
Будучи сыном Констанции де Каштру, Гарсия де Норонья приходился племянником Афонсу де Албукерке, Великого Албукерке (порт. Afonso de Albuquerque, o Grande). Благодаря содействию Албукерке Норонья был назначен главнокомандующим флотом Индии (порт. capitão mór do mar). Для вступления в эту должность отправился в Индию в 1511 году. Обладая темпераментом холерика и будучи гордым человеком, Норонья со всеми вступал в распри. Сам Албукерке говорил, что если бы он не был губернатором, Норонья по причине своей нетерпимости к повиновению никогда не получил бы звание и должность главнокомандующего флотом. Гарсия де Норонья сражался за взятие Гоа, занимался возведением крепости в Кожикоде (порт. Calicut), сопровождал дядю в Аден, и позднее во время второй экспедиции — к Ормузу. Из Ормуза Албукерке отправил Норонью в Индию для подготовки кораблей к отправке в метрополию. К тому времени в Индию прибыл новый губернатор Лопу Суареш де Албергария, и тогда же в Кочин пришло известие о смерти Афонсу де Албукерке. Норонья тут же выехал в Португалию, подтверждая сказанные Великим Албукерке слова о его нежелании подчиняться. 
В Португалии стал вести жизнь придворного, был благосклонно принят королём Жуаном III, поскольку пользовался покровительством своего родственника дона Антониу де Норонья, графа де Линьяреш, личного секретаря короля (порт. escrivão da puridade). Монарх назначил Норонью командующим экспедицией по снятию блокады крепости Сафи (1534). Это было малоприбыльное предприятие, поэтому и ещё потому, что Норонья был бедным фидалгу с многочисленным семейством, король решил отправить его губернатором в Индию для улучшения финансового положения, хотя при дворе должны были знать, что Гарсия не был добросовестным человеком. При взятии Диу всем стало известно, что Гарсия за солидное вознаграждение позволил скрыться многим главным противникам. Но Албукерке питал слабость к своим родственникам и оставил без внимания тот и другие подобные ему случаи. Несмотря на то, что Гарсия де Норонья мало соответствовал должности губернатора, ему всё-таки был жалован почётный титул вице-короля, которым не пользовался Афонсу де Албукерке.
До Гарсии де Нороньи титулами вице-короля Индии обладали Франсишку де Алмейда и Васко да Гама. В то же время Гарсия был 10-м губернатором Португальской Индии. Соединение двух титулов может примерно обозначаться русскими понятиями «правитель и наместник короля в Азии», поскольку в его подчинении находились земли от юга и восточного побережья Африки до Японии. Почётный титул и ответственная должность были жалованы королём Жуаном III, и их Гарсия де Норонья носил с 1538 года до своей смерти в 1540 году. Вступил в должность 14 сентября 1538 года. Обретя высокие полномочия, пытался продолжить политику дяди и даже смог установить мир в Диу. Диу пребывал в осаде, которая была снята не усилиями нового вице-короля, а благодаря героизму и мужеству его защитников. Гарсия де Норонья прибыл к месту сражений слишком поздно, когда всё уже было кончено. По пути туда беспокоился исключительно о своих личных интересах. В Диу приехал, когда его присутствие там было уже бесполезно.
Схожая оценка действий вице-короля фигурирует в других источниках. По описаниям Франсишку де Сан Луиша, победа в Диу праздновалась не только в Португалии, но и во всей Европе. Когда Антониу да Силвейра Менезеш вернулся на родину, король Франции Франциск I, большой ценитель воинской доблести, велел отыскать в Португалии его портрет: было очевидно, что вся заслуга в победе принадлежит Антониу да Силвейре Менезешу, поскольку дон Гарсия де Норонья за всё время осады не оказал ему никакого содействия. Всё это невзирая на ожидания и надежды защитников крепости на прибытие сильной эскадры под командованием Нороньи. Но прибыв в Индию в самом начале блокады Диу, Норонья не только не прислушивался к советам Нуну да Куньи, своего предшественника на посту губернатора, но даже повёл себя так, как если бы был врагом Антониу да Силвейры Менезеша, поскольку под предлогом оказания ему личной помощи стал задерживать отплытие 80 судов с солдатами и провиантом, подготовленных Нуну да Куньей для отправки защитникам Диу
Тем не менее, Гарсия де Норонья считается значительной фигурой истории Португалии. Великий Камоэнс имел собственную точку зрения — из многочисленных известных представителей славного рода де Норонья Гарсия стал единственным, кого португальский поэт воспел в героическом эпосе «Лузиады»:

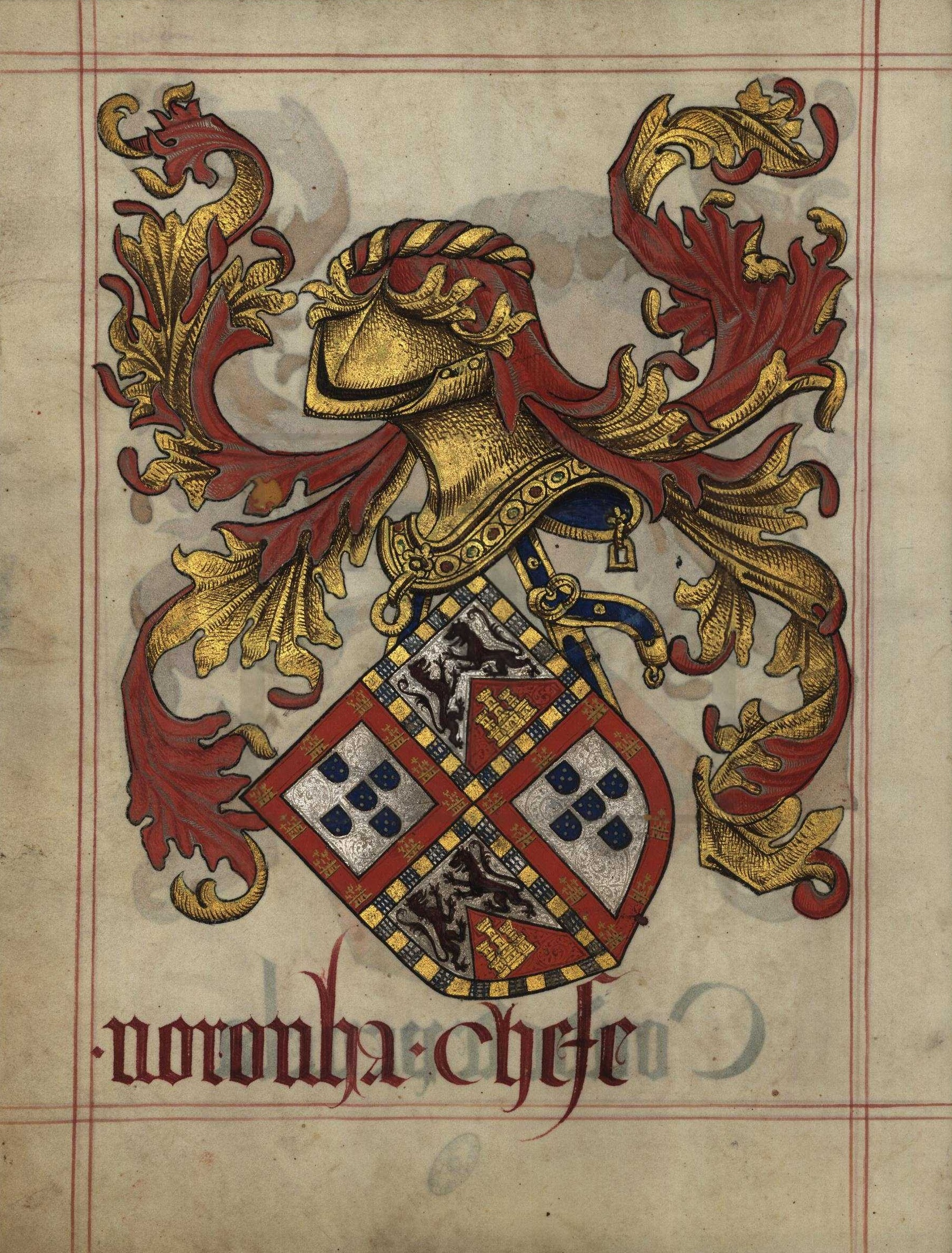
Герб родоначальника семейства де Норонья; «Книга главного оружейника», f. XLVII v, 1509

Песнь X октава 62
За ним грядет Норонья, чью отвагу
Недаром славный Диу вспоминает,
Чью верную и доблестную шпагу
Кровь дерзостных румийцев обагряет.
Но вот твой отпрыск, Индии на благо,
Погибшего Норонью заменяет.
Багрянец волн утратит Эритрея,
От страха неизбывного бледнея.
Перевод О. А. Овчаренко
Гробница Гарсии де Нороньи находится в Гоа в Соборе Святой Екатерины.

## Комментарии
1. ↑  Буквально: старший капитан моря. Это звание было ниже адмирала, хотя непосредственно следовало после титула вице-король.